# دورة الألعاب العربية 1992
بعد توقفها للمرة الثالثة.. تعود الدورة الرياضية العربية للانعقاد بعد استضافة العاصمة السورية دمشق لها للفترة من 4 ولغاية 18 أيلول سبتمبر 1992 وهي المرة الثانية التي تجري فيها الدورة في دمشق بعد النسخة الخامسة عام 1976.. بمشاركة (2611) رياضيا ورياضية.. قدموا من (18) بلداً عربيا... ! شهدت الدورة مشاركة الجمهورية اليمنية لأول مرة بعد توحيد اليمن الشمالي والجنوبي في 1990... ! غابت ثلاث دول عربية عن الألعاب هي: العراق بسبب استبعاده لغزوه الكويت عام 1990.. وليبيا بسبب الحظر الجوي المفروض عليها.. والصومال بسبب الحرب الأهلية ! فيما عادت مصر للمشاركة بعد قرار عودتها إلى الجامعة العربية في عام 1989 ! جرت منافسات الدورة ضمن (14) لعبة للرجال و (5) ألعاب للنساء... وتصدرت سوريا ترتيب الأوسمة بانتهاء الدورة تلتها مصر ثم الجزائر !

## الدول المشاركة
| - سوريا - مصر - المغرب - الأردن - تونس - لبنان | - فلسطين - الجزائر - الكويت - السعودية - السودان - عمان | - البحرين - الإمارات - موريتانيا - قطر - جيبوتي - اليمن |

## الألعاب المشاركة

### للرجال
| - ألعاب القوى - كرة السلة - كرة القدم - رفع الأثقال - السباحة | - الجمباز - المصارعة - الملاكمة - الكرة الطائرة - الدراجات | - الفروسية - كرة اليد - الرماية - الكارتيه |

### للنساء
| - ألعاب القوى - كرة السلة | - الكرة الطائرة - الدراجات | - الكاراتيه |

## توزيع الأوسمة
| الترتيب | منتخب     | ذهبية | فضية | برونزية | المجموع |
| ------- | --------- | ----- | ---- | ------- | ------- |
| 1       | سوريا     | 48    | 36   | 30      | 114     |
| 2       | مصر       | 36    | 30   | 30      | 96      |
| 3       | الجزائر   | 27    | 21   | 24      | 72      |
| 4       | المغرب    | 15    | 7    | 6       | 28      |
| 5       | الكويت    | 8     | 6    | 16      | 30      |
| 6       | قطر       | 8     | 3    | 4       | 15      |
| 7       | السعودية  | 5     | 12   | 5       | 22      |
| 8       | تونس      | 3     | 22   | 26      | 51      |
| 9       | الأردن    | 1     | 6    | 6       | 13      |
| 10      | الإمارات  | 1     | 3    | 1       | 5       |
| 11      | فلسطين    | 1     | 2    | 6       | 9       |
| 12      | لبنان     | 1     | 1    | 10      | 12      |
| 13      | البحرين   | 1     | -    | 1       | 2       |
| 14      | اليمن     | -     | 2    | -       | 2       |
| 15      | عمان      | -     | -    | 2       | 2       |
| 16      | السودان   | -     | -    | 1       | 1       |
| 17      | جيبوتي    | -     | -    | -       | -       |
| 17      | موريتانيا | -     | -    | -       | -       |